# Aaron Shure
Aaron Shure (* vor 1988 in Colorado) ist ein US-amerikanischer TV-Autor, Produzent und Emmy-Preisträger.

## Leben und Wirken
Shure besuchte das Colorado College in Colorado Springs, seinen Abschluss machte er 1988. Er sammelte mit verschiedenen Jobs Erfahrungen im Showgeschäft, unter anderem war er Karaoke-Moderator, Straßenkünstler, Stand-up-Comedian, Radiokommentator und Zirkusclown. In der Late Show with David Letterman ließ er in der Showrubrik „Stupid Human Tricks“ eine Mausefalle auf seiner Zunge zuschnappen. Seine ersten Theatererfahrungen machte er im Improvisationstheater an der SAK Comedy Lab in Orlando.
Shure war Executive Producer und Autor von Alle lieben Raymond, wofür er einen Emmy-Award gewann. Er war beratender Produzent und Autor für die Sitcoms Lucky Louie und The New Adventures of Old Christine. Derzeit ist er Co-Executive Producer und Autor für The Office auf NBC, wofür er zweimal mit dem Writers Guild of America Award ausgezeichnet wurde.

## Auszeichnungen
- 2005: Primetime Emmy Award für Alle lieben Raymond in der Kategorie Outstanding Writing for a Comedy Series
- 2008: Writers Guild of America Award für The Office in der Kategorie Comedy Series
- 2009: Writers Guild of America Award für The Office in der Kategorie Comedy Series